# Dieter Prokop

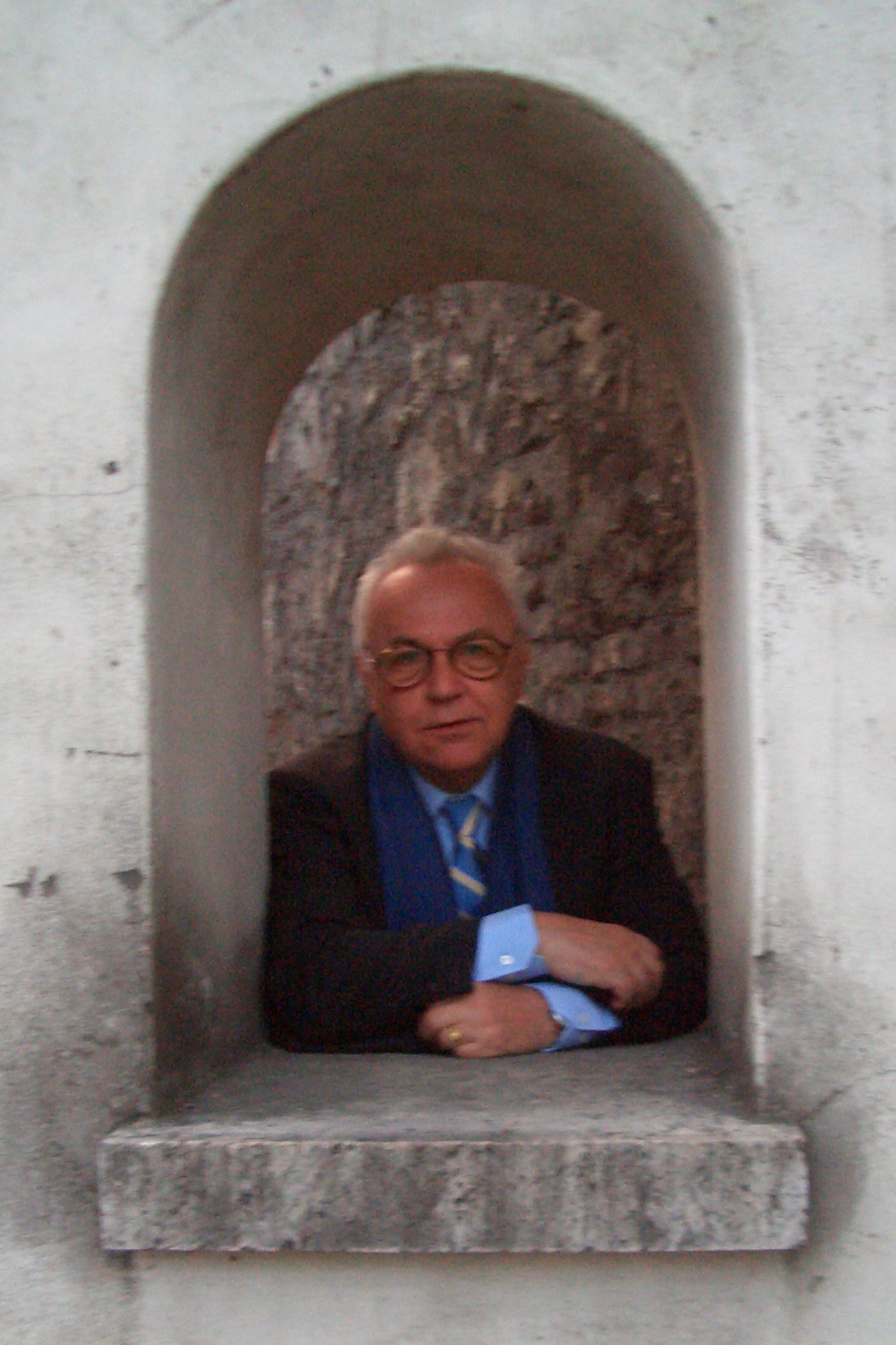
Dieter Prokop (2009)

Dieter Prokop (* 23. August 1941 in Reichenberg, Reichsgau Sudetenland, heute Liberec, Tschechien) ist ein deutscher Soziologe. Er ist Professor em. für Soziologie mit dem Schwerpunkt Medien an der Johann-Wolfgang-Goethe-Universität Frankfurt am Main.

## Leben
Dieter Prokop studierte von 1960 bis 1965 Soziologie, Psychologie und Amerikanistik in Freiburg im Breisgau, München und Frankfurt. 1965 erwarb er den Magister artium in München.
Von 1966 bis 1973 arbeitete er als wissenschaftliche Hilfskraft am Seminar für Gesellschaftslehre (ab 1971 Fachbereich Gesellschaftswissenschaften) der Universität Frankfurt am Main und wurde dort 1970 zum Dr. phil. promoviert. Ab 1973 war er bis 1980 Dozent am Fachbereich Gesellschaftswissenschaften der Universität Frankfurt. 1978 habilitierte er sich dort.
Prokop war 1979/80 Gründungsvorsitzender der Gemeinsamen Kommission für Theater-, Film- und Fernsehwissenschaft der drei Fachbereiche Neuere Philologien, Klassische Philologien und Gesellschaftswissenschaften.
Von 1980 arbeitete er bis 1988 als selbständiger Fernsehjournalist, als Autor und Regisseur für das ZDF, den Hessischen Rundfunk, den Westdeutschen Rundfunk in den Redaktionen Innenpolitik und Gesellschaftspolitik; so im Fernsehen für die Reihen: Neue Medien, neue Märkte, neue Macht (ARD Bildung und Gesellschaft); Kopfduell (Serie mit Politikern zu Themen wie Modernisierung der Wirtschaft, Arbeitslosigkeit, Technologiepolitik; ZDF Innenpolitik); Hollywood, Hollywood (Geschichte Hollywoods, gedreht in Hollywood; ZDF Bildung und Gesellschaft).
1988 wurde Prokop zum Professor für Soziologie mit dem Schwerpunkt Medien an den Fachbereich Gesellschaftswissenschaften der Universität Frankfurt am Main berufen, wo er 2005 emeritiert wurde. Er war 1999/2000 Gastautor bei der taz, 2017 bei der Frankfurter Allgemeinen Zeitung und war von 2019 bis 2022 Gastautor bei der Achse des Guten.
Er war verheiratet mit der Schriftstellerin Eva Heller († 2008).

## Werk

### Allgemein
Dieter Prokop „gehört seit rund drei Jahrzehnten zu den renommiertesten Experten der Massenkommunikationsforschung“. Seine Soziologie des Films (1970) ist ein Klassiker der Soziologie. Seine Reader Massenkommunikationsforschung sind Standardlektüre der Studierenden der Publizistik- und Kommunikationswissenschaft, der Medienwissenschaft und der Soziologie. In zahlreichen Publikationen hat er den Gesamtzusammenhang von Wirtschaft, Politik, Gesellschaft in Bezug auf die Medien soziologisch analysiert. Detlev Schöttker schrieb 1999:

„Dieter Prokop (geb. 1941) hat in seinen Arbeiten einen Grundgedanken der Kritischen Theorie aufgenommen und weitergeführt, der von Horkheimer und Adorno seit der Rückkehr aus dem Exil verdrängt wurde, aber zum ursprünglichen Programm des Instituts für Sozialforschung gehörte, nämlich die 'Kritik der politischen Ökonomie' […]. Prokop hat das Verfahren, dem es um die Analyse der Verflechtung von Gesellschaft und Wirtschaft geht, auf die Untersuchung der Massenmedien angewandt und damit die Medienforschung der siebziger und frühen achtziger Jahre in Deutschland geprägt.“

Prokop analysiert die Verflechtung von Gesellschaft und Wirtschaft und den kulturindustriellen Gesamtzusammenhang von oligopolistischen Markt- und Machtformen, von Arbeitsweisen und Produktionsweisen innerhalb der Medien, von gesellschaftlichen Veränderungen wie derjenigen vom Fordismus zum Postfordismus sowie von Publikumsstrukturen (Zielgruppen, sozialen Milieus). Erst im Gesamtzusammenhang all dessen konstituiere sich der Warencharakter kulturindustrieller Produkte. Prokop hebt in der „Ästhetik der Kulturindustrie“ hervor, dass man aus diesen Strukturen kein monolithisches, auswegloses System konstruieren dürfe, „dass der Einfluss ökonomischer, politischer, gesellschaftlicher Strukturen auf die Produktstrukturen nie ungebrochen geschieht, sondern dass es auf der Produktionsseite wie auf der Konsumtionsseite Menschen sind, die im Rahmen dieser Strukturen ihre Arbeit tun, ihr Bewusstsein entwickeln, fühlen, reflektieren Freiheiten nutzen oder nicht nutzen“.

### Kritische Medienforschung, Kritische Theorie der Kulturindustrie
In seinen seit 2000 erschienenen Büchern vertrat Prokop eine „Neue kritische Medienforschung“ bzw. „Neue kritische Kommunikationsforschung“. 2001 publizierte er eine Geschichte der Medien.
In den folgenden Jahren hat Prokop die Theorie der Kulturindustrie der Frankfurter Schule in kritischer Auseinandersetzung mit Theodor W. Adorno und Max Horkheimer weiter entwickelt. Seit 2003 befasste er sich mit all den blinden Flecken, die die klassische Frankfurter Schule in ihrer Theorie der Kulturindustrie hinterlassen hatte. Er kritisierte vor allem deren Verachtung der kreativen Aspekte an den kulturindustriellen Medien. (Mit Adorno gegen Adorno, 2003) Er kritisierte an der Kritik des 'Warencharakters' deren lustfeindliche Prämissen und versuchte eine Waren-Theorie, die die kreativen Chancen in den Waren wahrnimmt (Das Nichtidentische der Kulturindustrie, 2005), und er unternahm eine genauere Analyse der wirklichen Machtstrukturen und Gegensätze in den Medien (Der kulturindustrielle Machtkomplex, 2005).
In seinem Werk „Das Nicht-Identische der Kulturindustrie“ überwindet Prokop Adornos und Horkheimers kulturpessimistischen Ansatz und verteidigt, was sich in der Kulturindustrie gegen jene Herrschaft der instrumentellen Identifikation zur Wehr setzt. Adorno und Horkheimer hätten ihrerzeit das Kreative an den Medien und den Waren nicht erkannt. Mit dieser Kritik an den Vätern der Frankfurter Schule unternimmt Prokop den Versuch, die Kritische Theorie für eine Neue Kritische Medienforschung fruchtbar zu machen: Wir schließen uns allen Kreativen an. Dabei gehe es durchaus um Kritik an der Kulturindustrie, jedoch gelte es die wirklichen „Spannungsfelder und Widersprüche“ zu diskutieren.
Dann untersuchte Prokop, wie die kritische Theorie sich im Dschungel der unterschiedlichen sozialwissenschaftlichen Ansätze – der Systemtheorie, dem Konstruktivismus, den Cultural Studies, der Hirnforschung – positionieren kann (Der außergewöhnliche Medienkongress, 2007). Er stellte die Dimensionen dessen dar, was Kritik ist (Das fast unmögliche Kunststück der Kritik, 2007)
Darin fordert er: … um angemessen kritisieren zu können, muss man genau hinsehen. Wer genau hinsieht, entdeckt Spannungsfelder widersprüchlicher Kräfte. Apologie ist dann gar nicht mehr möglich. Allerdings sei dieses Vermögen, genau hinzusehen, nicht ohne die Fähigkeit möglich, den Gegenstand in jedem Moment der Analyse zugleich von innen und von außen zu betrachten. Denn erst durch das Vermögen, Ambivalenzen und Widersprüche aushalten zu können, könne Nicht-Identität überhaupt in Erscheinung treten. Letztlich müsse man, so Prokop, dabei stets überlegen, ob die eigenen Kategorien nicht zu sehr vom Innern des Systems geprägt sind, oder zu sehr von außen, als Moral, aufgesetzt werden.
Prokop präsentierte auch eine Ästhetik der Kulturindustrie (2008), was für die klassische kritische Theorie ein Ding der Unmöglichkeit gewesen wäre.
Schließlich stellte Prokop dar, dass das kritische Denken, als negatives Denken, nicht nur eine Angelegenheit für den akademischen Diskurs ist, sondern dass es das auch im realen Leben der Menschen gibt und darin seine kreativen Aspekte entfaltet. (Die Kreativität des negativen Denkens, 2011)

### Globalislierungs- und EU-Kritik
Prokops Werk nach der Emeritierung 2005 widmete sich in Reaktion auf Weltfinanzkrise und Griechische Staatsschuldenkrise zunächst der Finanzindustrie (Kritische Soziologie der Wirtschaft und Kritische Theorie des Geldes, 2013 bzw. 2014) und dann der Europäischen Union (Europas Krisen besser Verstehen und Europa mit der Moralkeule, 2016 bzw. 2017). Mit dem Motiv der Moralkeule warf er im Buch und einem kontemporären Beitrag in der Frankfurter Allgemeinen Zeitung der Regierung Merkel und der EU vor, durch die Aufnahme von vor dem Bürgerkrieg in Syrien Geflohenen, bei denen es sich in Wahrheit um Wirtschaftsmigranten handele, geltendes Recht zu brechen. Unter diesen „Sozialmigranten“, so Prokop, befänden sich „viele junge Männer ohne Ausbildung und Sprachkenntnisse, die [...] für sich und ihre noch nachzureisenden Familien die Sozialgesetzgebung des Einreisestaats“ beanspruchen wollen würden. Durchgesetzt würde dies mit der eponymen Moralkeule, einem von der Werbewirtschaft inspirierten Appell an niedere Instinkte wie Humanität, dem sich die Politik bediene, um Recht und Gesetz auszuhebeln.

### Achse des Guten
Als regelmäßiger Gastautor des Blogs Achse des Guten verfasste Prokop von Januar 2019 bis Januar 2022 etwa 30 Polemiken, zunächst wiederum zu den Themen Migration und Europa, gefolgt von Kritik von Feminismus, Klimaschutz, der Jugend, der Grünen und jungen Klimaschützerinnen.

## Bibliografie
- (Hrsg.): Materialien zur Theorie des Films, [EA Hanser, München] 1971, Athenäum Fischer Taschenbuch, Frankfurt am Main ²1974
- Hrsg.: Massenkommunikationsforschung, Band 1: Produktion,  Band 2: Konsumtion, Bd. 3: Produktanalysen, Fischer Taschenbuch Verlag, Frankfurt am Main 1972
- (Hrsg.): Kritische Kommunikationsforschung. Aufsätze aus der Zeitschrift für Sozialforschung, Einleitung von Oskar Negt, Hanser, München 1973
- Massenkultur und Spontaneität. Zur veränderten Warenform der Massenkommunikation im Spätkapitalismus, edition Suhrkamp, Frankfurt am Main 1974
- Faszination und Langeweile. Die populären Medien, dtv, München 1979
- Medien-Produkte. Zugänge – Verfahren – Kritik, Narr Verlag, Tübingen 1981
- Medien-Wirkungen, edition suhrkamp, Frankfurt am Main 1981
- Soziologie des Films, [EA Luchterhand, Neuwied] 1970, erweitert: Fischer Taschenbuch Verlag, Frankfurt am Main 1982
- Heimliche Machtergreifung. Neue Medien verändern die Arbeitswelt, Fischer Taschenbuch Verlag, Frankfurt am Main 1984
- (Hrsg.): Medienforschung, Bd. 1: Konzerne, Macher, Kontrolleure, 1985, Bd. 2: Wünsche, Zielgruppen, Wirkungen, 1985, Bd. 3: Analysen, Kritiken, Ästhetik, 1986, Fischer Taschenbuch Verlag, Frankfurt am Main 1985
- Hollywood, Hollywood. Geschichte, Stars, Geschäfte, VGS Verlagsgesellschaft, Köln 1988
- Medien-Macht und Massen-Wirkung. Ein geschichtlicher Überblick, Rombach Wissenschaften, Freiburg 1995
- Der Medien-Kapitalismus. Das Lexikon der neuen kritischen Medienforschung, VSA Verlag, Hamburg 2002
- Der Kampf um die Medien. Das Geschichtsbuch der neuen kritischen Medienforschung 2001
  - (tschech.) The Karolinum Press, Prag 2003
- Die Unzufriedenheit mit den Medien. Das Theorie-Erzählbuch der neuen kritischen Medienforschung, VSA Verlag, Hamburg 2002
- Mit Adorno gegen Adorno. Negative Dialektik der Kulturindustrie, VSA Verlag, Hamburg 2003 (Bearb. Neuausgabe u.d.T.: Theorie der Kulturindustrie. tredition, Hamburg 2017)
- Gegen Medien-Lügen. Das neue Kulturindustrie-Lexikon, VSA Verlag, Hamburg 2004 (Bearb. Neuausgabe u.d.T.: Lexikon der Kulturindustrie. tredition, Hamburg 2017)
- Das Nichtidentische der Kulturindustrie. Neue kritische Kommunikationsforschung über das Kreative der Medien-Waren, von Halem Verlag, Köln 2005
- Der kulturindustrielle Machtkomplex. Neue kritische Kommunikationsforschung über Medien, Werbung und Politik, von Halem Verlag, Köln 2005
- Der außergewöhnliche Medienkongress. Eine Erzählung über die Antinomie von Freiheit und Determination, Tectum Verlag, Marburg 2007
- Das fast unmögliche Kunststück der Kritik. Erkenntnistheoretische Probleme beim kritischen Umgang mit Kulturindustrie, Tectum Verlag, Marburg 2007
- Ästhetik der Kulturindustrie, Tectum Verlag, Marburg 2009
- Der Witz der Eva Heller. Mit Aufsätzen, Vorträgen, Cartoons und Bildern der Schriftstellerin, Tectum Verlag, Marburg 2010
- Die Kreativität des negativen Denkens, Tectum Verlag, Marburg 2011
- Kritische Soziologie der Wirtschaft. Wie Oligopol-Konzerne, Machtkomplexe und Zocker-Banken die Gefühle der Menschen vermarkten und deren Verstand ausschließen. Tectum Verlag, Marburg 2013
- Kritische Theorie des Gelds. Tectum Verlag, Marburg 2014
- Der Gänsehaut-Faktor. Tectum Verlag, Marburg 2015
- Kritische Theorie Europas. Tectum Verlag, Marburg 2015
- Europas Krisen besser verstehen. Tredition Verlag, Hamburg 2016
- Europa mit der Moralkeule. Tredition Verlag, Hamburg 2017
- Europas Wahl zwischen Rhetorik und Realität. Tredition Verlag, Hamburg 2018
- Machtspiele der Gegenwart. Institutionen, Aktivisten, Rhetoriken. Tredition Verlag, Hamburg 2020
- Warum die Tiere jetzt immer „essen“. Und andere mehr oder weniger unterhaltsame Stücke. Tredition Verlag, Hamburg 2021

## Belege
1. ↑  Kurzprofil und Beiträge von Dieter Prokop bei der Achse des Guten.
2. ↑  Quelle: Fernseh-Informationen, zit. nach dieter-prokop.de
3. ↑  Detlev Schöttker 1999, Hrsg.: Von der Stimme zum Internet. Texte aus der Geschichte der Medienanalyse, Göttingen? UTB, Stuttgart, ISBN 3-8252-2109-1
4. ↑  Dieter Prokop, Ästhetik der Kulturindustrie, 2009, S. 1.
5. ↑  Dieter Prokop, Das Nicht-Identische der Kulturindustrie, 2005, S. 9.
6. ↑  Dieter Prokop, Das Nicht-Identische der Kulturindustrie, 2005, S. 14
7. ↑  Dieter Prokop: Das fast Unmögliche Kunststück der Kritik, 2007, S. 17
8. ↑  Dieter Prokop, Das Nicht-Identische der Kulturindustrie, 2005, S. 81
9. 1 2 3  Professor Dr Dieter Prokop: Staat und Gesellschaft: Demokratie braucht keine Moralkeulen. In: FAZ.NET. ISSN 0174-4909 (faz.net [abgerufen am 22. April 2022]).
10. ↑  Dieter Prokop: Europa mit der Moralkeule. tredition, 2017, ISBN 978-3-7439-3034-6 (google.de [abgerufen am 22. April 2022]).
11. ↑  Eurovision: Der Sieg des singulär leidenden Mannes. Abgerufen am 22. April 2022.
12. ↑  Der große Welt-Luftballon. Abgerufen am 22. April 2022.
13. ↑  Die Infantilität der neuen Campingplatz-Gesellschaft. Abgerufen am 22. April 2022.
14. ↑  Warum ist die Banane grün? Ein Szenario zur nächsten Bundesregierung. Abgerufen am 22. April 2022.
15. ↑  „Überleben der Menschheit“ oder was? Abgerufen am 22. April 2022.
16. ↑  Sensation bei der Bundestagswahl 2021. Abgerufen am 22. April 2022.
17. ↑  Volkserziehung per „Lifestyle-Moralpolitik“. Abgerufen am 22. April 2022.
18. ↑  „Schutz künftiger Generationen“? Abgerufen am 22. April 2022.

| Personendaten    | Personendaten       |
| ---------------- | ------------------- |
| NAME             | Prokop, Dieter      |
| KURZBESCHREIBUNG | deutscher Soziologe |
| GEBURTSDATUM     | 23. August 1941     |
| GEBURTSORT       | Reichenberg         |